# Siemowit (książę bytomski i gliwicki)
Siemowit (Ziemowit) (ur. ok. 1292, zm. pomiędzy 1342 a 1355 rokiem) – książę bytomski w latach 1312–1316 i gliwicki w latach ok. 1340–1342/1355.

## Życiorys
Siemowit był trzecim pod względem starszeństwa synem Kazimierza bytomskiego. Nie wiadomo dlaczego ojciec w swoim testamencie właśnie Siemowita uczynił spadkobiercą najbardziej bogatej części swojego władztwa – Bytomia z okręgiem (od 1311 roku był formalnym korregentem ojca). Pomimo tego rola Siemowita nie była zbyt wielka i to nawet wobec nawiązania kontaktów z dworem Władysława Łokietka na Wawelu. Przy otrzymanym spadku Siemowit utrzymał się tylko do 1316 roku, kiedy w nieznanych bliżej okolicznościach księciem bytomskim został starszy brat Władysław. Następną pewną informację o Siemowicie mamy dopiero z 19 lutego 1327, kiedy razem z braćmi Władysławem i Jerzym złożył w Opawie hołd lenny królowi czeskiemu Janowi Luksemburskiemu. Można stąd wnioskować, że bez względu na powody utraty w 1316 roku księstwa, pod koniec lat dwudziestych nastąpiło pełne pojednanie między braćmi. Po raz kolejny o Siemowicie dowiadujemy się z dokumentu biskupa wrocławskiego Przecława z Pogorzeli z 1340 roku, gdzie występuje on z tytułem księcia gliwickiego. Jest to zresztą ostatnia wiadomość o Siemowicie, jako osobie żyjącej. Zmarł między 1342 a 1355 rokiem, zapewne bliżej pierwszej z tych dat. Nie pozostawił potomstwa i nie wiadomo gdzie został pochowany. Gliwice zaś na powrót zostały połączone z księstwem bytomskim.